# 宣化科技职业学院
宣化科技职业学院是位于河北省张家口市宣化区的一所公办全日制专科普通高等学校。2007年6月，由张家口教育学院（现张家口学院）宣化分校更名为宣化科技职业学院。

## 学校历史
宣化师范学校
- 1917年，直隶第五师范学校成立。
- 1952年，学校改名河北省立宣化师范学校。
- 1982年，学校改名河北宣化师范学校。
- 2001年，宣化师范学校并入张家口教育学院，成立张家口教育学院宣化分校。

张北师范学校
- 1931年，张北国民小学成立。
- 1935年，学校改名张北简易乡村师范学校。
- 1948年，学校改名河北张北师范学校。
- 2001年，张北师范学校并入张家口教育学院，成立张家口教育学院张北分校。

柴沟堡师范学校
- 1935年，柴沟堡建议乡村师范学校成立。
- 1952年，学校改名河北柴沟堡师范学校。
- 2001年，柴沟堡师范学校并入张家口教育学院，成立张家口教育学院柴沟堡分校。

宣化区职业教育中心
- 1992年10月，以原河北地质学院（现河北地质大学）宣化校区为校址，成立宣化区职业教育中心。

四校合并
- 2004年，张家口教育学院张北分校、柴沟堡师范学校和宣化区职业教育中心并入张家口教育学院宣化分校；学校主校区（西校区）位于宣化区皇城桥北街地院巷1号（原宣化区职教中心），东校区位于宣化区师范街37号（原宣化师范学校），占地面积417.5亩（西校区280亩、东校区137.5亩），建筑面积23万平方米。
- 2007年，经河北省人民政府批准，张家口教育学院宣化分校改名宣化科技职业学院，脱离张家口教育学院独立办学。
- 2009年4月2日，中华人民共和国教育部对张家口教育学院宣化分校改名宣化科技职业学院备案通过。[4]

## 院系、科研机构
截止2025年6月，宣化科技职业学院有8个学院/学部、1个科研机构。

### 院系
- 学前教育学院
- 文化传媒学院
- 航空高铁学院
- 新能源学院
- 管理工程系
- 信息工程系
- 马克思主义学院
- 体育教学部

### 科研机构
- 高职教育研究所

## 学校标志

### 校徽
- 宣化科技职业学院目前使用的校徽为圆形徽识，外环有中文“宣化科技职业学院”字样和英文“Xuanhua Vocational College of Science & Technology”字样，内环有建校时间和“XK”字母组成的三面风帆，象征着学院“科技、人文、开放”的发展理念，寓意学院高扬新时代高职教育发展的风帆，乘风破浪、筑梦前行。[6]

## 校区简介
学校有东、西2个校区，占地417.5亩，建筑面积23万平米。

### 西校区
宣化科技职业学院西校区位于张家口市宣化区皇城桥路77号，是河北地质学院（现河北地质大学）搬离宣化前的所在地，后为宣化区职业教育中心所在地，占地280亩。

### 东校区
宣化科技职业学院东校区位于张家口市宣化区师范路6号，是原宣化师范学校所在地，占地137.5亩。